# Haplobainosomatidae
Famille
Les Haplobainosomatidae sont une famille de mille-pattes diplopodes.

## Liste des genres
Selon millibase.org :
- Cantabrosoma Mauriès, 1970
- Galicisoma Mauriès, 2014
- Haplobainosoma Verhoeff, 1899
- Pyreneosoma Mauriès, 1959
- Turdulisoma Mauriès, 1964

et décrit depuis
- Guadarramasoma Gilgado, Ledesma, Enghoff & Mauriès, 2017